# Гольфо-Аранчи
Гольфо-Аранчи (итал. Golfo Aranci) — коммуна в Италии, располагается в регионе Сардиния, подчиняется административному центру Сассари.
Население составляет 2473 человек, плотность населения составляет 66,07 чел./км². Занимает площадь 37,43 км². Почтовый индекс — 7020. Телефонный код — 0789.
Покровителем населённого пункта считается святой Иосиф Обручник. Праздник ежегодно празднуется 19 марта.